# Sanmarinská vlajka

Sanmarinská vlajka
Poměr stran: 3:4

Sanmarinská národní vlajka
Poměr stran: 3:4

Vlajka San Marina je tvořena listem o poměru stran 3:4 se dvěma vodorovnými pruhy, bílým a modrým. Ve středu vlajky je umístěn státní znak. Znak je tvořen oválným polem, na kterém jsou tři zelené vrchy a na nich tři bílé věže. Každá věž je ozdobená bílým pštrosím pérem. Na štítu je položena koruna suverenity. Po stranách jsou dvě ratolesti v přirozených barvách, vavřínová a dubová, dole je bílá stuha s nápisem „LIBERTAS” (česky Svoboda). 
Bílá a modrá barva vlajky jsou odvozeny od barev znaku. Modrá barva zároveň symbolizuje oblohu, bílá mraky i zimní sníh na hřebenu Monte Titana, nejvyšší hory San Marina. Věže představují tři sanmarinské pevnosti: La Guaita, La Cesta a Il Montale. Přestože je San Marino republikou, součástí znaku je i koruna, symbolizující suverenitu státu. Nápis Libertas byla obvyklá devíza (heslo) italských městských republik.
Národní vlajka je bez znaku.

## Historie
Nejstarší doložený dokument o vlajce republiky San Marino pochází ze 4. září 1465. Vlajka byla (dle historika Carla Malagoly) tvořena listem se třemi svislými pruhy – žluté, bílé a karmínové. Dle historika Vertera Casaliho je poslední pruh azurový.
V roce 1797 nechala Nejvyšší rada republiky vyrobit vlajku s vodorovnými pruhy, bílým a modrým.
Výnosem ze dne 6. dubna 1862 byly zavedeny státní symboly San Marina (výnos standardizoval státní znak, vlajku nezmiňoval).

Sanmarinská vlajka (1465–1797), dle Carla Malagola Poměr stran: 2:3
Sanmarinská vlajka (1465–1797), dle Vertera Casaliho Poměr stran: 2:3
Sanmarinská národní vlajka (1797/1862–2011) Poměr stran: 3:4
Sanmarinská vlajka (1862–2011) Poměr stran: 3:4
Sanmarinská vlajka (od 2011, pro porovnání) Poměr stran: 3:4

Přesná grafická podoba znaku a vlajky byla poprvé stanovena až zákonem č. 1 z 22. července 2011, který doplnil sanmarinskou ústavu (Listinu základních práv). č. 59 z 8. července 1974. Zákon byl prohlasován 45 hlasy (2 hlasy proti, 1 se zdržel hlasovaní).

## Vlajky sanmarinských samosprávných obcí
San Marino se člení na 9 samosprávných obcí (italsky castello, plurál castelli, česky hrad). Na svou vlajku mají samosprávné obce nárok dekretem č. 40 z 28. března 1997. Vlajky jsou jednotného stylu, dva vodorovné pruhy, bílý a modrý, uprostřed znak. V článku 2 je požadavek, aby na vlajce byl uveden její název (svisle u žerdi, peigmotovým písmem).

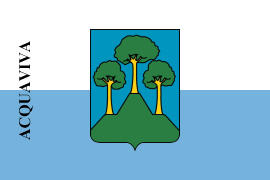
Acquaviva Poměr stran: 2:3
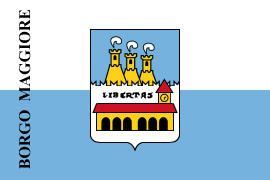
Borgo Maggiore Poměr stran: 2:3
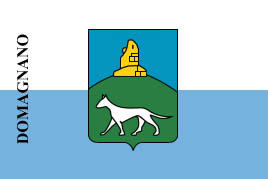
Domagnano Poměr stran: 2:3
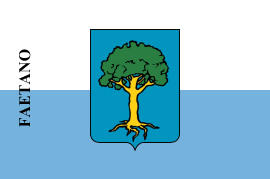
Faetano Poměr stran: 2:3
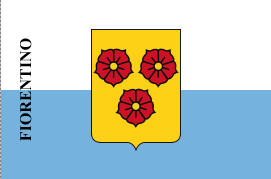
Fiorentino Poměr stran: 2:3
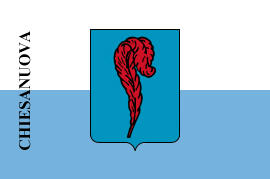
Chiesanuova Poměr stran: 2:3
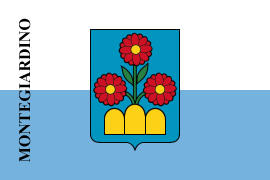
Montegiardino Poměr stran: 2:3
Hlavní město San Marino Poměr stran: 2:3
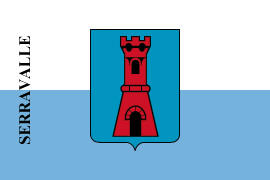
Serravalle Poměr stran: 2:3